# Staurakios (Eunuch)
Staurakios (mittelgriechisch Σταυράκιος; † Juni 800) war ein byzantinischer Eunuch, Patrikios und leitender Staatsbeamter unter Kaiserin Irene.

## Leben
Der Eunuch Staurakios lenkte während Irenes Regentschaft für ihren minderjährigen Sohn Konstantin VI. zwischen 780 und 791 als Logothet des Dromos die Staatsgeschäfte. Zwischen September 789 und Februar 790 kam es zu einer Verschwörung, die den mittlerweile volljährigen Konstantin an die Macht bringen wollte. Staurakios gelang es, das Komplott aufzudecken und Irene dazu zu veranlassen, die Teilnehmer in die Verbannung zu schicken. Der Versuch Irenes, sich unter Ausschluss Konstantins zur Alleinherrscherin zu machen, scheiterte am Widerstand der Themen, die auf Initiative des Alexios Musele Konstantin VI. zum alleinigen Kaiser ausriefen. Staurakios wurde in das Thema Armeniakon verbannt, kehrte aber noch vor Herbst 792 nach Konstantinopel zurück, nachdem auch Irene in ihrer alten Position als Kaiserin rehabilitiert worden war.
Im August 797 gelang es Irene und Staurakios, Kaiser Konstantin VI. zu blenden (und vielleicht auch zu töten) und so die Staatsgeschäfte wieder vollständig in ihre Hände zu bekommen. Der Onkel des abgesetzten Kaisers, der Kaisar Nikephoros, und dessen Brüder scheiterten mit einem Usurpationsversuch und wurden nach Athen verbannt. In der Folgezeit erwuchs Staurakios in dem Eunuchen Aëtios ein starker Konkurrent um die Gunst der Kaiserin. Beide versuchten, ihre Angehörigen in Machtpositionen zu bringen (siehe Leon), um so nach Irenes Tod die Macht über das Reich gewinnen zu können. Die Rivalität intensivierte sich im Mai 799, als Irene schwer erkrankte. Aëtios beschuldigte Staurakios vor den Ohren der byzantinischen Kaiserin, eine Usurpation geplant zu haben. Irene berief einen Rat in den Palast von Hiereia ein, wo sie Staurakios schwere Vorwürfe machte. Dieser konnte sich aber mit einer Entschuldigung aus der Affäre ziehen.
Staurakios begann nun, Bestechungsgelder unter den Soldaten der Scholai und der Exkubitores zu verteilen, um ihre Unterstützung für einen Putsch zu gewinnen. Aëtios teilte dies Irene mit, die im Februar 800 jedem Angehörigen des Militärs verbot, Kontakt mit Staurakios aufzunehmen. Dies, verbunden mit Aëtios’ Ernennung zum Strategos des Themas von Anatolien, stellte das Gleichgewicht der Kräfte zwischen beiden Lagern wieder her. Kurz darauf erkrankte Staurakios, wurde aber nicht müde, gegen Aëtios zu intrigieren. Es gelang ihm, eine Revolte gegen Aëtios in Kappadokien zu entfachen, er starb aber im Juni 800. Die Revolte wurde entschlossen und blutig niedergeschlagen, und nach dem Tod seines Rivalen stieg Aëtios an Irenes Hof zu höchster Machtfülle auf. Wahrscheinlich folgte er Staurakios in seinem Amt als Logothet des Dromos nach.